# Air Ambulance Northern Ireland

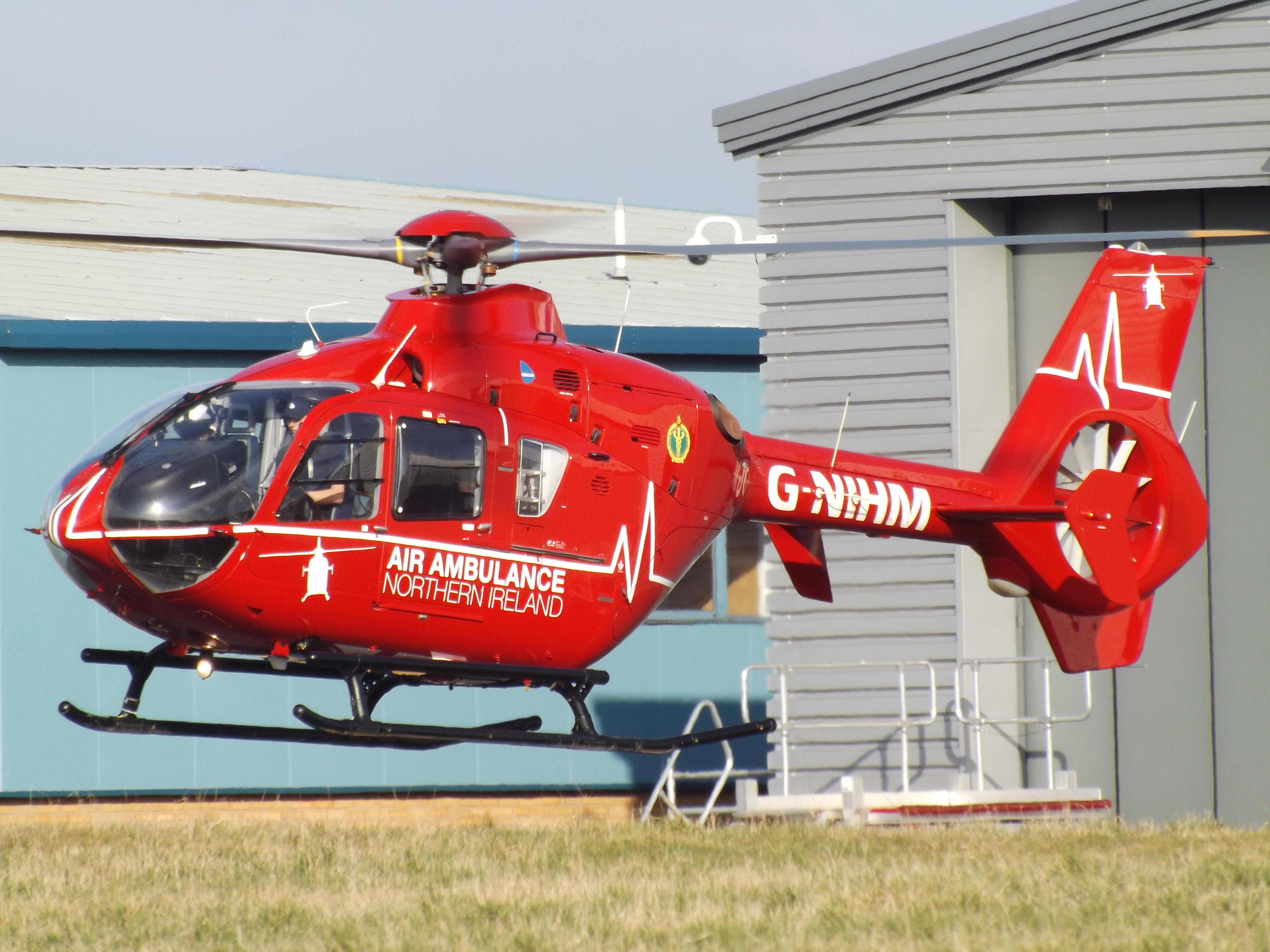
Hélicoptère de l'AANI.

Air Ambulance Northern Ireland (AANI) également connu sous le nom d'Air Ambulance NI est un organisme de bienfaisance enregistré qui exploite un service médical aérien dédié aux interventions en cas de graves urgences traumatiques en Irlande du Nord.
En août 2016, le gouvernement d'Irlande du Nord a annoncé que Air Ambulance NI s'associerait avec le service de santé en Irlande du Nord pour fournir le service médical d'urgence par hélicoptère (HEMS). L'organisme de bienfaisance travaillera en partenariat avec le service d'ambulance d'Irlande du Nord (en) pour assurer le volet aviation du service, le service ambulancier d’Irlande du Nord sera quant à lui chargé de fournir le personnel clinique et l’équipement, et assurera les tâches opérationnelles.
Le service est principalement basé à Maze Long Kesh, près de Lisburn, avec un appareil de rechange à la base secondaire de l’aéroport de St Angelo (en), dans le comté de Fermanagh. L’hélicoptère porte l’indicatif d’appel Helimed23 conformément aux indicatifs Helimed de tous les hélicoptères d’ambulance aérienne du Royaume-Uni, et transfère généralement les patients gravement blessés à l’hôpital Royal Victoria de Belfast, le principal centre de traumatologie d’Irlande du Nord.

## Historique
Historiquement, l'Irlande du Nord a été la seule partie du Royaume-Uni et d'Irlande, sans aucune ambulance aérienne, et plusieurs tentatives précédentes pour introduire un service SMUH ont échoué. Un rapport complet publié en février 2004 s'opposait à la fourniture d'un service d'ambulance aérienne en provenance d'Écosse en faveur soit d'un service distinct pour l'Irlande du Nord, soit d'un service fourni dans le cadre d'un système coordonné couvrant l'ensemble de l'Irlande. Les administrateurs de l'AANI se sont réunis en décembre 2013 pour entamer le processus de formation d'une société dirigée par une organisation caritative pour gérer une ambulance aérienne. Indépendamment à la fin de 2013, le Dr John Hinds et d’autres membres de la Faculté régionale de soins préhospitaliers d’Irlande du Nord ont commencé à discuter des moyens d’encourager le développement d’un service complet de SSEM à un moment où le seul soutien aérien pour Casevac provenait des hélicoptères Coastguard ou PSNI. Après un accident presque fatal au NW200 en mai 2015, le Dr Hinds a recueilli un large soutien et a lancé une campagne publique pour que l'Irlande du Nord dispose de sa propre ambulance aérienne,,. En mars 2016, les principales conclusions d'une consultation du service médical d'urgence pour hélicoptères ont été annoncées. En août 2016, le gouvernement d'Irlande du Nord a annoncé que Air Ambulance NI s'associerait avec le service de santé en Irlande du Nord pour fournir le service médical d'urgence par hélicoptère.
Le modèle clinique repose depuis le début sur un partenariat entre un médecin et un auxiliaire médical. Les médecins assument le rôle de SMUH à temps partiel, en conservant leur poste principal afin de maintenir les compétences cliniques et organisationnelles sur les deux fronts. Les ambulanciers paramédicaux ont été choisis au sein du service ambulancier d'Irlande du Nord et, parallèlement aux médecins, ont entrepris un programme de formation complet couvrant les compétences cliniques, la gestion des ressources de l'équipage et la formation aux opérations aériennes.
La mise en service du service était prévue pour août 2017, mais la première mission en direct a eu lieu le 22 juillet 2017 lorsque l'un de leurs derniers vols d'entraînement avait été redirigé auprès d'un enfant grièvement blessé dans un accident agricole survenu près de Castlewellan. L'enfant a été transféré par hélicoptère à l'hôpital royal de Belfast pour enfants malades.

## Financement
En mars 2016, Air Ambulance NI a reçu 3,5 millions de livres sterling pour établir et soutenir le service SMUH en Irlande du Nord. Un autre financement complémentaire de 1 million de livres sterling a également été annoncé. L'organisme de bienfaisance doit collecter environ 2 millions de livres sterling chaque année pour pérenniser ce service salvateur.